# Pure-Liner 2
Die Pure-Liner 2 ist ein Fahrgastschiff, das für Veranstaltungen und Tagungen auf den Binnenwasserstraßen gechartert werden konnte.

## Allgemeines
Die niederländische Reederei Pure-Liner BV mit Hauptsitz in Amsterdam und Standorten in den Niederlanden, Belgien und Deutschland betreibt zwei einander ähnliche Fahrgastschiffe Pure-Liner (ENI 03150454; auch als Pure-Liner 1 bezeichnet) und Pure-Liner 2 (ENI 02319756), die bis zur Beschädigung von Pure-Liner 2 beide als „Partyschiffe“ für Veranstaltungen gebucht werden konnten. Die Einsatzorte werden/wurden ausgehend vom Kölner Hafen Niehl I als Hauptstandort für das Rheinrevier angesteuert.

## Havarie

### Vorgeschichte
Von Düsseldorf kommend, lief die Pure-Liner 2 am 15. Dezember 2018 in Niehl I ein. Über die Weihnachtstage 2018 waren beide Schiffe an ihrem Liegeplatz am Kopf von Hafenbecken 3 vertäut und unbemannt. In dieser Zeit schwankte der Wasserstand des Rheins erheblich.
| Rhein-Wasserstand am Kölner Pegel 2018/19       | Rhein-Wasserstand am Kölner Pegel 2018/19 | Rhein-Wasserstand am Kölner Pegel 2018/19 | Rhein-Wasserstand am Kölner Pegel 2018/19 | Rhein-Wasserstand am Kölner Pegel 2018/19 |
| ----------------------------------------------- | ----------------------------------------- | ----------------------------------------- | ----------------------------------------- | ----------------------------------------- |
| Datum                                           |                                           |                                           |                                           | cm                                        |
| 16.12.                                          | 16.12.                                    |                                           | 239                                       | 239                                       |
| 17.12.                                          | 17.12.                                    |                                           | 226                                       | 226                                       |
| 18.12.                                          | 18.12.                                    |                                           | 210                                       | 210                                       |
| 19.12.                                          | 19.12.                                    |                                           | 197                                       | 197                                       |
| 20.12.                                          | 20.12.                                    |                                           | 192                                       | 192                                       |
| 21.12.                                          | 21.12.                                    |                                           | 194                                       | 194                                       |
| 22.12.                                          | 22.12.                                    |                                           | 223                                       | 223                                       |
| 23.12.                                          | 23.12.                                    |                                           | 292                                       | 292                                       |
| 24.12.                                          | 24.12.                                    |                                           | 355                                       | 355                                       |
| 25.12.                                          | 25.12.                                    |                                           | 476                                       | 476                                       |
| 26.12.                                          | 26.12.                                    |                                           | 518                                       | 518                                       |
| 27.12.                                          | 27.12.                                    |                                           | 529                                       | 529                                       |
| 28.12.                                          | 28.12.                                    |                                           | 493                                       | 493                                       |
| 29.12.                                          | 29.12.                                    |                                           | 422                                       | 422                                       |
| 30.12.                                          | 30.12.                                    |                                           | 376                                       | 376                                       |
| 31.12.                                          | 31.12.                                    |                                           | 341                                       | 341                                       |
| 01.01.                                          | 01.01.                                    |                                           | 309                                       | 309                                       |
| 02.01.                                          | 02.01.                                    |                                           | 286                                       | 286                                       |
| 03.01.                                          | 03.01.                                    |                                           | 271                                       | 271                                       |
| 04.01.                                          | 04.01.                                    |                                           | 262                                       | 262                                       |
| Pegelstände jeweils um 12 Uhr; rot: Unglückstag |                                           |                                           |                                           |                                           |

### Sinken nach Wassereinbruch
Am Mittag des 25. Dezember 2018 sank das Schiff Pure-Liner 2 innerhalb von 20 Minuten. „Zuvor war bei ‚erheblicher Schräglage‘ das Wasser in [so] großen Mengen in das Schiff eingedrungen“, dass es auch von der alsbald eintreffenden Feuerwehr nicht abgepumpt werden konnte. Diese verhinderte jedoch durch Auslegen von Ölsperren und Abpumpen des ausgetretenen Dieselöls weitestgehend eine Wasserverschmutzung. Seitdem lag das Schiff im Hafenbecken auf Grund; je nach Wasserstand waren nur das Dach oder auch noch die meisten Aufbauten sichtbar.

### Bergung
Zunächst arbeiteten Gutachter und Versicherung an der Untersuchung zur Ursache der Havarie. Bei Niedrigwasser vertäut, soll sich das Schiff mit steigendem Wasserstand an der Kaimauer verkeilt haben, so dass es in Schräglage geriet und schnell volllief.
Seit dem 8. Januar 2019 waren der 200 t-Schwimmkran HEBO-Lift 6 und das Mehrzweckschiff HEBO-Cat 15 der niederländischen Bergungsfirma HEBO Maritiemservice BV vor Ort im Einsatz. Um die Pure-Liner 2 zu heben, wurden zunächst zwei Stahltrossen unter deren Rumpf hindurchgezogen.
Nach Eintreffen auch noch des 300 t-Schwimmkrans HEBO-Lift 7 wurde die Pure-Liner 2 am 14. Januar 2019 von beiden Schwimmkränen gemeinsam erfolgreich gehoben. Sodann wurde sie leergepumpt, so dass sie wieder allein schwimmfähig war.

### Nacharbeiten
Tagsüber am 15. Januar 2019 befuhr ein kleines Ölbekämpfungsschiff das Hafenbecken 3, um bei Havarie und Bergung ausgetretene Ölspuren aufzunehmen. Am Abend verließen die Schwimmkräne HEBO-Lift 6 und HEBO-Lift 7 nach Umrüstung aus dem Betriebs- in den Reisezustand den Hafen Niehl I ebenso wie das Mehrzweckschiff HEBO-Cat 15 mit dem Ölbekämpfungsschiff und einem Motorkahn als Deckladung. Tags darauf pumpte das Bilgenentölungsboot Bilgenentöler 8 das Bilgen- und Altöl der Pure-Liner 2 ab. Seitdem liegt sie allein im Hafenbecken und wartet auf das Abschleppen (Stand: 16. Januar 2019). Angesichts der Schäden im Innern ist ihr weiteres Schicksal ungewiss.[veraltet]